# Tocancipá
Tocancipá è un comune della Colombia facente parte del dipartimento di Cundinamarca.
Il centro abitato venne fondato da Miguel de Ibarra nel 1593, mentre l'istituzione del comune è del 21 settembre 2007.